# Björn Martins

Werbebild des Sängers und Gitarristen Björn Martins 2021

Björn Martins (* 16. Dezember 1983 in Grimma) ist ein deutscher Sänger, Songwriter und Gitarrist.

## Biografie
Björn Martins ist in Grimma, in der Nähe von Leipzig, geboren. Dort lebte er bis zu seinem dritten Lebensjahr und zog anschließend mit seiner Mutter und seinem drei Jahre älteren Bruder nach Bautzen. Im Alter von sieben Jahren lernte er Gitarre spielen.
Seit 1999 spielt Martins öffentlich in Bands. 2001 bis Ende 2020 war er Sänger und Gitarrist der Party-Cover-Band Jolly Jumper.
2003 war er bei einem Casting von Star Search in Berlin.
2005 begann Björn Martins der Musik hauptberuflich nachzugehen. Ab 2006 bespielte er mit seiner Band Jolly Jumper mehr als 100 Auftritte im Jahr. Während dieser Zeit stand er mit etlichen Künstlern auf der Bühne, wie z. B. Cora (2007), Helene Fischer (2008), Oliver Frank (2008), Puhdys (2009), Hubert Kah (2009), City (2010), Andreas Martin (2010), Achim Petry (2010), Ute Freudenberg, Jürgen Drews (2016) oder Kerstin Ott (2019) – Duett „Regenbogenfarben“.
2013 begann er auch Songs für andere Künstler zu schreiben. Anni Perka („Bitte melde dich“), Ross Antony („Die Sonne scheint die ganze Nacht“), Anna-Carina Woitschak („Karussell der Fantasie“) und Sabrina Sauder („Du bist wie Magie“) sind nur einige Beispiele.
Seit 2015 ist er auch als Solokünstler unterwegs. 2016 tritt er in der Stefanie Hertel Show „Meine Stars“ im TV auf.
2018 veröffentlichte Björn Martins sein erstes Album „Lila Farben“ und machte dafür Promo in Deutschland, Österreich, Schweiz, Belgien und Luxemburg.
2021 veröffentlichte er den Benefizsong „Nicht allein“ und einen Monat später die englische Version „Not alone“.
Der Song „Genau Hier“ folgte 2022, ebenso „Kein Zufall“ und Ende des Jahres die Single „Wäre das nicht schön“.
Das erste Weihnachtsalbum namens „Die schönste Zeit“ veröffentlichte Björn Martins Ende 2023, am 17. November. Gleichzeitig kam die Debütsingle des Albums mit dem gleichnamigen Titel „Die schönste Zeit (ist wieder da)“ heraus.
Im Juni 2024 veröffentlichte Björn Martins erstmals einen Coversong. Es ist eine Coverversion des Pop-Rock-Klassikers „Eh’ die Liebe stirbt“ aus der ehemaligen DDR. Geschrieben und komponiert wurde das Original von Burkhard Lasch und Ralf Bursy. Der Song erschien 1986.
Zum Ende des Jahres, im November 2024, gab es wieder einen eigens komponierten Song von Björn Martins. Die neue Single „Vielleicht 2025“ soll ein Vorgeschmack auf sein kommendes Album im nächsten Jahr sein.
Gemeinsam mit Tom Albrecht und Produzent Paul Falk entstand seine im März 2025 veröffentlichte Single "Du Kannst". Noch bevor im April 2025 sein neues Album "GOLD" folgt.

## Diskografie
| Jahr | Titel / Label                              |  |
| Jahr | Titel / Label                              |  |
| 2016 | Single „Komm lass mich gehen“              |  |
| 2018 | Album „Lila Farben“ Hellywood Music        |  |
| 2019 | Single „Mit dir“                           |  |
| 2019 | Single „Geh zum Teufel“                    |  |
| 2020 | Single „Wenn du bei mir bist“              |  |
| 2020 | Single „Der Moment bleibt“                 |  |
| 2021 | Single „Nicht allein“                      |  |
| 2021 | Single „Not alone“                         |  |
| 2022 | Single „Genau Hier“                        |  |
| 2022 | Single „Kein Zufall“                       |  |
| 2022 | Single „Wäre das nicht schön“              |  |
| 2023 | Album „Die schönste Zeit“                  |  |
| 2023 | Single „Die schönste Zeit (ist wieder da)“ |  |
| 2024 | Single „Eh´ die Liebe stirbt“              |  |
| 2024 | Single „Vielleicht 2025“ DA music          |  |
| 2025 | Single „Du kannst“ DA music                |  |
| 2025 | Album „GOLD“ DA music                      |  |

### Charts
- Chartquellen: DE AT CH (Suche erforderlich)